# Devils & Dust
Devils & Dust je trinaesti studijski album Brucea Springsteena i njegov treći folk album (poslije Nebraske i The Ghost of Tom Joad). Objavljen je 25. travnja 2005. u Europi i 26. travnja u Americi. Debitirao je na vrhu Billboard 200 ljestvice albuma.

## Pozadina
Springsteen je bio vrlo otvoren u vezi činjenice da su mnoge pjesme s albuma stare deset ili više godina.
Pjesmu "All The Way Home" napisao je za Southside Johnnyja za album Better Days koji je objavljen 1991. Pjesme "Long Time Comin'" i "The Hitter" napisane su i izvedene tijekom Springsteenova Ghost of Tom Joad Toura 1996. "Devils & Dust" također je napisana ranije, a izvođena je na The Rising Touru s početkom u ljeto 2003. i sljedeće godine povodom Vote for Change turneje krajem 2004.

## Teme
Naslovna pjesma govori o vojniku u ratu, vjerojatno Amerikancu koji je sudjelovao u invaziji na Irak 2003. ili naknadnoj okupaciji. Većina pjesama govori o nemirnim dušama. Većina prizora preuzeta je s američkog Zapada kao i na albumima The Ghost of Tom Joad i Nebraska. Ovaj album bavi se i odnosom majki i djece, što je neobično za Springsteena jer se tokom cijele karijere referirao na svoj odnos s ocem.
Pjesme "Reno" i "Long Time Comin'" bile su iznenađenje za mnoge slušatelje. "Reno" opisuje do u detalje susret s prostitukom. U "Long Time Comin'" među stihovima se nalazi i riječ "fuck". Springsteen je objasnio kako "Reno" govori čovjeku toliko zaljubljenom u svoju pokojnu ženu da njegov očaj ne može otjerati ni prostitutka ("It wasn't the best I ever had / not even close"), te da kletva u "Long Time Comin'" nije bila u negativnom smislu, nego čak suprotnom ("I ain't gonna fuck up this time", govoreći o odgajanju svojeg novog djeteta).
Završna pjesma, "Matamoros Banks", ispričana je s kraja prema početku i zapravo je tok misli umirućeg imigranta koji prelazi granicu iz Meksika. Čini se da pjesma nastavlja priču iz "Across the Border" s albuma The Ghost of Tom Joad.

## Nagrade
Springsteen je bio nominiran za 5 Grammyja, tri za pjesmu "Devils & Dust", pjesmu godine, najbolju rock pjesmu i najbolju samostalnu vokalnu rock izvedbu, te dvije za cijeli album, najbolji moderni folk album i najbolji dugometražni spot. Nagrađen je za najbolji solo rock vokal, nagradom koju je osvojio prethodnih godina za "Code of Silence" i "The Rising".
Tijekom prijenosa nagrada Grammy 8. kolovoza 2006., Springsteen je sam izveo "Devils & Dust", dodavši na kraju "Bring 'em home". Zatim se okrenuo i napustio pozornicu bez naklona.

## Popis pjesama
Tekstovi i glazba: Bruce Springsteen. 
| 1.    | »Devils & Dust«          | 4:58 |
| 2.    | »All the Way Home«       | 3:38 |
| 3.    | »Reno«                   | 4:08 |
| 4.    | »Long Time Comin'«       | 4:17 |
| 5.    | »Black Cowboys«          | 4:08 |
| 6.    | »Maria's Bed«            | 5:35 |
| 7.    | »Silver Palomino«        | 3:22 |
| 8.    | »Jesus Was an Only Son«  | 2:55 |
| 9.    | »Leah«                   | 3:32 |
| 10.   | »The Hitter«             | 5:53 |
| 11.   | »All I'm Thinkin' About« | 4:22 |
| 12.   | »Matamoros Banks«        | 4:20 |
| 52:53 |                          |      |

## Popis izvođača
- Bruce Springsteen – vokali, gitara, klavijature, bas, bubnjevi, harmonika, tamburin, perkusije
- Marty Rifkin – steel gitara
- Brendan O'Brien – hurdy-gurdy, sarangi, sitar, bas, tambura
- Soozie Tyrell – violina, prateći vokali
- Nashville String Machine – gudački instrumenti
- Brice Andrus, Susan Welty, Thomas Witte, Donald Strand – rogovi
- Chuck Plotkin – klavir
- Danny Federici – klavijature
- Steve Jordan – bubnjevi
- Patti Scialfa, Lisa Lowell – prateći vokali
- Mark Pender – truba
- Danny Clinch - omot